# Contournement de Khabarovsk
Le contournement de Khabarovsk (en russe : Обход Хабаровска, Obkhod Khabarovska) est une autoroute à péage contournant par l'est la ville extrême-orientale de Khabarovsk en Sibérie. Première autoroute, première route à péage, et premier périphérique d'Extrême-Orient, il fut inauguré le 15 juillet 2022. Il permet de relier les trois routes fédérales convergeant à Khabarovsk : la R297 vers Tchita, l'A375 vers l'arrière-pays du kraï et l'A370 vers Vladivostok.

## Historique

### Construction du contournement
En 2016, le gouvernement du kraï de Khabarovsk et la Regional Concession Company LLC (une filiale de VIS Group (ru))  signèrent un accord de type partenariat public-privé pour la construction et l'exploitation d'une autoroute contournant Khabarovsk. Ce fut le premier projet de partenariat public-privé concernant les transports dans l'Extrême-Orient russe.
La construction de l'autoroute commença en novembre 2017, et les travaux furent achevés en octobre 2021. Le ministère de la Construction du kraï de Khabarovsk délivra alors le permis pour mettre l'installation au service dans les mois suivants. 
Le budget alloué s'élève à 47 milliards de roubles, dont 18,8 milliards de roubles du budget fédéral ;17,5 milliards de roubles de fonds propres et empruntés investis par le groupe VIS et 10,7 milliards de roubles pour le kraï de Khabarovsk. Le partenaire financier de la concession est Gazprombank.
L'inauguration eu lieu le 15 juillet 2022 avec la présence du gouverneur régional Mikhaïl Degtiariov, et l'ouverte se fit le lendemain à minuit pile. Pendant les 60 premiers jours, le péage était gratuit, avant que les usages durent commencé à payer le trajet le 1er novembre suivant.
L'exploitation jusqu'en 2031 est confiée à Transtall une holding mise en place par le groupe VIS.
Le 28 septembre 2022, la Cour des comptes russe a lancé une enquête sur une potentielle corruption, avec un vol estimé de près de 1,4 milliard de roubles.

### Extension vers la Chine
En 2023, alors que le gouverneur avait déjà parlé de l'idée lors de l'inauguration, Irina Gorbatcheva, ministre des Transports du kraï de Khabarovsk, a évoqué l'idée d'étendre l'autoroute vers l'île de Bolchoï Oussouriisk et ainsi vers la Chine et son réseau autoroutier. 
L'extension ferait la connexion particulier avec la G1012 (en), une autoroute chinoise finissant sur la rive chinoise de l'Amour. Il faudrait cependant construire un poste-frontière sur l'île, qui n'existe pour l'instant pas. Le gouverneur aurait aussi parlé de l'idée au président Vladimir Poutine, qui a approuvé l'idée.
Selon la ministre des Transports du kraï, un projet de conception est en cours. Le projet bénéficie du soutien de Youri Troutnev, l'envoyé présidentiel plenipotentiaire dans le district fédéral de l'Extrême Orient, et de Nikolaï Patrouchev, le secrétaire du Conseil de sécurité de Russie. Mais les critiques sont importantes, la partie russe de l'île étant presque pas développée et surtout l'estimation de trafic sur l'actuel tracé est inférieur de 5 fois aux prévisions.

## Caractéristiques
Le contournement de Khabarovsk fut construit dans l'optique de décharger le centre-ville de Khabarovsk du trafic régional ne s'arrêtant pas dans la ville. La ville est en effet aux croisements de la R297 (vers Tchita), de l'A375 (qui, se connectant à l'A376, va vers Komsomolsk-sur-l'Amour) et de l'A370 vers Vladivostok. Cette route doit réduire le volume de trafic de 20 % dans la ville, et les émissions dans la ville de particules fines de 30 %.
En incluant la 08A-22 (de la R297 jusqu'au au début du contournement construit à partir de 2017), et des bretelles d'accès à la fin du contournement, la route est longue de 52,8 km. L'itinéraire construit entre 2017 et 2022 fait 29 km, dont 27,1 km à péage ; et les routes déjà existantes font les 23,8 km restantes.
Sur la partie construite entre 2017 et 2022, qui fonctionne en système fermé, il y a deux barrières de péage à chaque extrémité, avec trois sorties entre ces deux barrières, chacune dotée d'un péage. Il y a en tout 21 viaducs qui furent construits, ainsi que 5 échangeurs.
La vitesse maximale est de 120 km/h, tandis que le volume de trafic selon les prévisions sera de 25 000 voitures/jour en 2025. Mais actuellement, seulement 5 000 voitures/jour empruntent le contournement.

## Itinéraire
Le kilométrage commence au km 13, car il continue celui de la route 08A-22 (R296 - Contournement de Khabarovsk) :
- Échangeur entre 08A-22 (vers R297), route de Matveïevka et contournement de Khabarovsk, km 13
- Inverseur de sens, km 13
- Sortie sur l'A375, km 14
- Péage du km 15 (système fermé), km 15
- km 17 : vers le raïon du Chemin de fer, km 17
- km 22 : vers Vostochnoïe et A375, km 22
- km 34 : vers Garovka-2 et Rakitnoïe, km 34
- Péage du km 37 (système fermé), km 37
- Raccord sur l'A370, km 42

### Documentation officielle
: document utilisé comme source pour la rédaction de cet article.
- (ru) Gouvernement du kraï de Khabarovsk, Décret du gouvernement du kraï de Khabarovsk 484-pr du 03.11.22, 3 novembre 22 (lire en ligne)
- (ru) ПУБЛИЧНЫЙ ДОГОВОР на пользование платной Автомобильной дорогой «Обход г. Хабаровска км 13 – км 42» [« ACCORD PUBLIC pour l'utilisation de la route à péage "contournement de Khabarovsk km 13 - km 42" »]  (Approuvé par arrêté n°31/TL du 31 octobre 2022 pour TRANSTALL LLC) (lire en ligne)